# 高夢箕
高夢箕（？—1645年），字斗南，河間府獻縣人，南明軍事人物。

## 生平
高夢箕最初以太學生擔任鴻臚寺鳴贊，個性豪爽、喜歡發表議論，得官員重視。國家多變故時多次抗疏，上陳政事；被宰輔以官非逮言關押。弘光帝繼位（1648年）他升任鴻臚寺丞，再授鴻臚少卿；後來因為北來太子案遭下獄，嚴刑逼供，即將處死。適逢左良玉兵東下，得赦免歸鄉後去世。

## 引用
1. 1 2  錢海岳《南明史·卷三十二·列傳第八》：（高）夢箕，字斗南，獻縣人。以太學生為鴻臚鳴贊。慷慨好議論，公卿重之。國家多故，屢抗疏陳事。時宰以官非逮言，置之。
2. ↑  錢海岳《南明史·卷三十二·列傳第八》：同（弘光）時……高夢箕、董伶矩授鴻臚少卿，……安宗立，擢丞。後以北來太子事下獄，危刑逼供，將寘之死。會左良玉兵東下，免歸卒。